# Simon-Pierre Savard-Tremblay
Pour les articles homonymes, voir Savard et Tremblay.
Simon-Pierre Savard-Tremblay, né le 11 mai 1988 à Québec, est un enseignant, essayiste, chroniqueur et homme politique canadien, Québécois d'origine huronne-wendat. Il est député de la circonscription de Saint-Hyacinthe—Bagot, devenue Saint-Hyacinthe—Bagot—Acton en 2025, à la Chambre des communes depuis l'élection fédérale du 21 octobre 2019 sous la bannière du Bloc québécois.
Favorable au nationalisme économique et à l'indépendance du Québec, il s'oppose au néolibéralisme et est critique face à la mondialisation.

## Biographie
Québécois d'origine huronne-wendat, Simon-Pierre Savard-Tremblay grandit à Québec avant de s'installer à Montréal pour suivre ses études collégiales au Collège Stanislas où il obtient le baccalauréat français. Il obtient un baccalauréat en science politique de l'Université de Montréal en 2010 et une maîtrise en sociologie de l’Université du Québec à Montréal en 2014. En 2018, il obtient un doctorat en socio-économie du développement de l'École des hautes études en sciences sociales de Paris, sous la direction de Jacques Sapir et de Florence Weber. 
Savard-Tremblay milite en politique pendant quelques années. Son implication le mène à présider le Forum jeunesse du Bloc québécois de 2010 à 2012, notamment pendant l'élection fédérale de 2011 et la course à la direction du Bloc québécois à la suite de la démission de Gilles Duceppe. Dans le cadre de ses fonctions, il dénonce à plusieurs reprises le manque de vigueur du Bloc par rapport à l'indépendance du Québec,. En 2015, bien que n'étant plus militant, il est signataire, avec plusieurs autres intellectuels, d'une lettre d'appui au Bloc québécois. Associé aux purs et durs du mouvement indépendantiste québécois, il se réclame de la pensée politique de Camille Laurin et est favorable à une accession du Québec à la souveraineté par des « gestes de rupture ». 
Actif comme chroniqueur dans les médias depuis plusieurs années, il alimente notamment un blogue au Journal de Montréal.  
En 2014, il publie son premier essai, Le Souverainisme de province, aux éditions du Boréal, dans lequel il formule une critique tranchante de l'étapisme. Dans son second livre, L'État succursale. La démission politique du Québec, paru en 2016 chez VLB éditeur, il fait le constat d'un certain déclin du Québec depuis la défaite référendaire de 1995, qui l'a mené à une « normalisation nord-américaine » dans une logique de mondialisation néolibérale. Son troisième ouvrage, Despotismes sans frontières : Les Ravages du nouveau libre-échange, s'en prend aux traités de libre-échange et aux organisations supranationales, qu'il accuse d'être dangereuses pour la démocratie. 
Comme intellectuel, Simon-Pierre Savard-Tremblay défend d'abord des positions conservatrices. Il s'en éloigne peu à peu pour adopter une posture proche du nationalisme de gauche et du nationalisme économique, et hostile au néolibéralisme. Il admire ouvertement l'économiste britannique John Maynard Keynes, qu'il qualifie de « plus grand économiste du XXe siècle » et de « grand penseur de la société ». Favorable à la démondialisation, il est l'un des trois co-auteurs du Manifeste québécois pour la démondialisation, publié en 2018. 
En avril 2019, Savard-Tremblay opère un retour en politique en lançant sa campagne à l'investiture du Bloc québécois dans la circonscription de Saint-Hyacinthe—Bagot. Il est élu député à la Chambre des communes lors des élections fédérales d'octobre 2019, avec 41,9 % des suffrages. Le 8 novembre 2019, Yves-François Blanchet lui confie les dossiers de l'industrie et du commerce international dans son cabinet fantôme. Réélu en 2025, il conserve le dossier du commerce international et se voit également confier le dossier de la défense nationale.

## Publications et ouvrages

### Essais
- Simon-Pierre Savard-Tremblay, Le souverainisme de province, Montréal, Québec, Boréal, 2014, 226 p. (ISBN 978-2-7646-2359-6)
- Simon-Pierre Savard-Tremblay, L'État succursale : la démission politique du Québec, Montréal, Québec, VLB, 2016, 234 p. (ISBN 9782896497102)
- Simon-Pierre Savard-Tremblay, Despotisme sans frontières : les ravages du nouveau libre-échange, Montréal, Québec, VLB, 2018, 120 p. (ISBN 9782896497713)

## Distinctions
- 2015 : Grand Prix littéraire de la presse québécoise[19], décerné par le Rassemblement pour un pays souverain (RPS), pour son essai Le Souverainisme de province. Il reçoit, pour l'occasion, un hommage de l'ancien député et diplomate Yves Michaud.
- 2017 : prix du Patriote de l'année de la Société nationale des Québécois et des Québécoises de la Capitale[20]. L’économiste français Jacques Sapir a alors salué la distinction reçue par son étudiant[21].
- 2018 : prix Gilles-Rhéaume, décerné par le Rassemblement pour un pays souverain (RPS) et remis à un indépendantiste d'origine autochtone[22].